# Canthium oblongifolium
Canthium oblongifolium är en måreväxtart som beskrevs av Eduardo Quisumbing y Argüelles och Elmer Drew Merrill. Canthium oblongifolium ingår i släktet Canthium och familjen måreväxter. Inga underarter finns listade i Catalogue of Life.